# Soaw (département)
Pour les articles homonymes, voir Soaw.

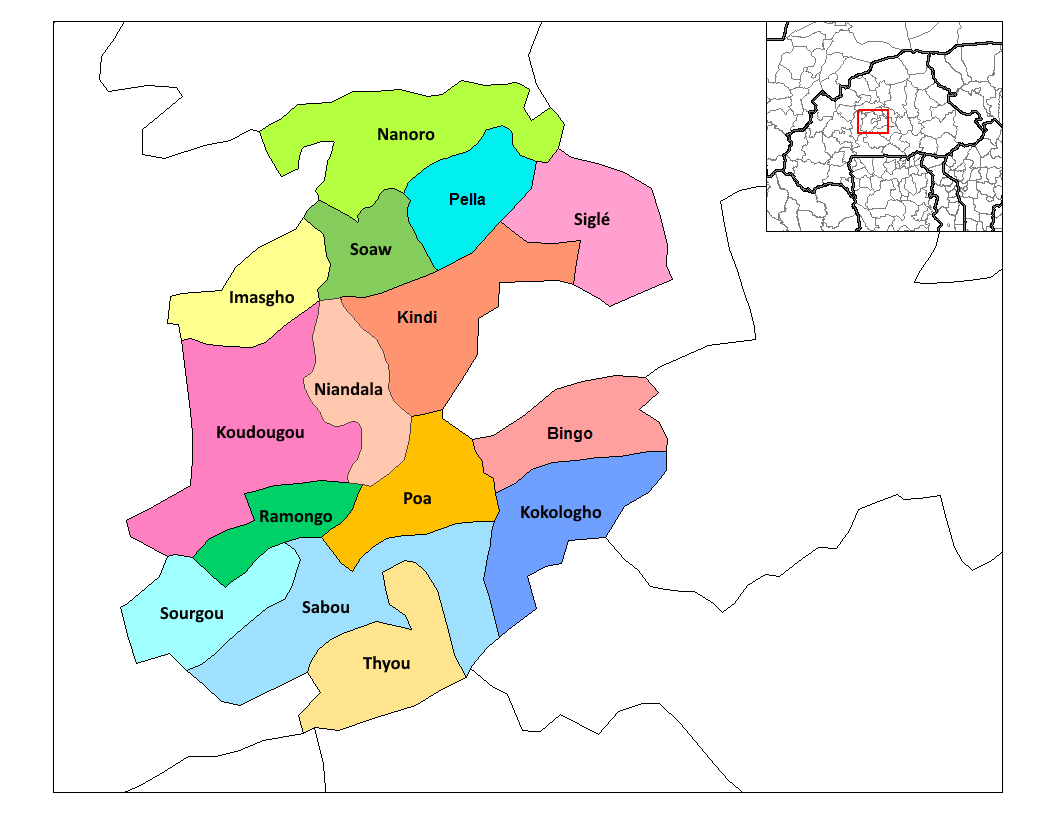
Localisation de la province de Boulkiemdé

Soaw est un département du Burkina Faso située dans la province de Boulkiemdé et dans la région Centre-Ouest.
En 2006, le dernier recensement comptabilise 15 937 habitants

## Communes
Le département se compose d'un chef-lieu:
- Soaw

et de sept communes rurales :
- Bokin
- Kalwaka
- Kolokom
- Mongdin
- Poéssé
- Séguédin
- Zoétgomdé